# Stefan Cencek
Stefan Cencek pseud. Twardy (ur. 10 sierpnia 1900 w Sosnowcu, zm. w styczniu 1945 w Mauthausen) – uczestnik wojny polsko-radzieckiej, działacz komunistyczny zamordowany w niemieckim obozie w Mauthausen.

## Życiorys
Syn górnika Nikodema, pracującego na utrzymanie rodziny w kopalni Renard. Ukończył szkołę powszechną. W 1919 roku wstąpił na ochotnika do Wojska Polskiego i walczył w wojnie polsko-bolszewickiej. 
Dostał się do niewoli. Przebywając na terenie Rosji Radzieckiej jako jeniec zetknął się z ideologią marksistowską. Po zawarciu pokoju w Rydze w marcu 1921 został zwolniony i powrócił do Polski. Od 1924 roku pracował w elektrowni w Będzinie. W 1927 roku wstąpił do KPP. Przed II wojną światową był kilkakrotnie aresztowany za działalność komunistyczną. 
Po klęsce wrześniowej 1939 nawiązał kontakt z byłymi KPP-owcami. Działał w Stowarzyszeniu Przyjaciół ZSRR, a później w PPR. W jego mieszkaniu odbywały się posiedzenia zagłębiowskiego Komitetu Okręgowego (KO) PPR i okręgowego sztabu Gwardi Ludowej a następnie Armii Ludowej, spotykali się m.in. Józef Wieczorek i Stefan Franciszok, drukowano odezwy, a następnie urządzono drukarnię, na której drukowano m.in. "Trybunę Zagłębia", zorganizowano punkt kontaktowy dla łączników z Częstochowy. 
Do PPR i AL należeli też dwaj synowie Stefana Cenceka. Od grudnia 1942 do czerwca 1943 "Twardy" był sekretarzem Komitetu Dzielnicowego (KD) PPR, a później pracował w okręgowej technice partyjnej. Od września 1944 był członkiem Komitetu Podokręgowego PPR w Sosnowcu. 23 grudnia 1944 został aresztowany wraz z żoną i synami i wywieziony do niemieckiego obozu koncentracyjnego Mauthausen-Gusen, gdzie w styczniu 1945 został zamordowany.